# Уэбстер, Рональд
Джеймс Рональд Уэбстер (англ. James Ronald Webster; 2 марта 1926, Валли, Ангилья, Британские Подветренные острова — 9 декабря 2016, Ангилья) — государственный деятель и главный министр Ангильи (1976—1977, 1980—1984).

## Биография
Родился в многодетной рыбацкой семье, где из 16 детей выжили 8. Чтобы поддержать семью он в возрасте 10 лет вместе с братом ушел из дома и отправился через Ангильский пролив в голландскую колонию на острове Сен-Мартене, где до 27 лет работал на молочной ферме на . В 1960 г. он вернулся на Ангилью, в этот период на острове не было электричества, мощеных улиц или телефонной связи. Он открыл продуктовый, хозяйственный и строительный бизнес и стал известен как самый богатый из нескольких тысяч жителей Ангильи.
Занимал пост председателя Совета острова Ангилья до провозглашения независимости от правительства Сент-Кристофер-Невис-Ангилья в 1967 г. в результате Ангильянской революции, которую он возглавлял. Ангильцы вынудили чиновников и полицейских из Сент-Китса покинуть остров из-за якобы плохого обращения с гражданами и ненадлежащего использования средств правительством (например, Ангилья получила финансовую помощь из Канады для строительства пирса на острове; деньги были отправлены в центральное правительство на Сент-Китс, и пирс был построен на Сент-Китс). На референдуме, состоявшемся 11 июля 1967 г., жители Ангильи подавляющим большинством проголосовали за выход из Ассоциированного государства и создание отдельной колонии Великобритании. После одностороннего провозглашения независимости он был президентом (1967), а также главой исполнительной власти и председателем Совета Ангильи (1967-68, 1969).
В феврале 1969 г. островитяне вновь проголосовали за то, чтобы остаться отделенными от Сент-Китса и Невиса и стать «независимой республикой». Это привело к вводу на Ангилью британский войск. Британцы собрали около 200 десантников и почти 100 офицеров столичной полиции Лондона для поддержания порядка и на рассвете вторглись на остров. Эту комическую спецоперацию мировая пресса шутливо высмеивала как вторжение в «Залив поросят», отсылая аудиторию к на неудавшемуся вторжению на Кубу Операция в заливе Свиней. Жители Ангильи не оказали никакого сопротивления, Уэбстер, возглавлявший временное правительство Ангильи размахивал перед захватчиками Библией. После двух лет напряженных переговоров Лондон в основном удовлетворил просьбу ангильцев отделиться от федерации с Сент-Китсом и Невисом и вернуться в метрополию в качестве самоуправляемой заморской территории Великобритании.
После принятия новой Конституции с 1976 по 1977 г. первым занимал пост Главного министра Ангильи, повторно возглавлял островное правительство в 1980—1984 гг., в этот период (1980) Ангилья была формально отделена от Сент-Китс и Невис и снова стала британской колонией. Его самым значительным достижением считается создание системы социального обеспечения для граждан.
День рождения политика, 2 марта, отмечается на Ангилье как государственный праздник с момента его провозглашения в 2010 г.